# Buccinum rossicum
Buccinum rossicum är en snäckart. Buccinum rossicum ingår i släktet Buccinum och familjen valthornssnäckor. Inga underarter finns listade i Catalogue of Life.